# Psephenus minckleyi
Psephenus minckleyi is een keversoort uit de familie keikevers (Psephenidae). De wetenschappelijke naam van de soort werd in 1974 gepubliceerd door Brown & Murvosh.